# Kletus von Pichler
Kletus von Pichler (Güns, 6. travnja 1864. – Hall in Tirol, 18. listopada 1928.) je bio austrougarski general i vojni zapovjednik. Tijekom Prvog svjetskog rata zapovijedao je 59. pješačkom divizijom, te obnašao dužnost načelnika stožera 11. armije na Istočnom i Talijanskom bojištu.

## Vojna karijera
Kletus von Pichler je rođen 6. travnja 1864. u Günsu. Vojnu naobrazbu dobiva pohađajući Terezijansku vojnu akademiju, nakon čega s činom poručnika služi u 7. lovačkoj bojnoj. Godine 1905. promaknut je u čin bojnika, nakon čega služi u stožeru XIV. korpusa gdje obnaša razne dužnosti unaprijeđujući obranu Tirola. U studenom 1907. postaje načelnikom stožera XIV. korpusa, dok je iduće, 1908. godine, promaknut u čin potpukovnika. Dužnost načelnika XIV. korpusa obnaša do prosinca 1913. kada je imenovan zapovjednikom 7. pješačke brigade na čijem čelu dočekuje i početak Prvog svjetskog rata. Mjesec dana prije tog imenovanja, u studenom, unaprijeđen je u čin general bojnika.

## Prvi svjetski rat
Na početku Prvog svjetskog rata 7. pješačka brigada kojom je zapovijedao Pichler nalazila se na Istočnom bojištu u sastavu 4. pješačke divizije kojom je zapovijedao Rudolf Stöger-Steiner. Zapovijedajući 7. pješakom brigadom sudjeluje u Galicijskoj bitci. U svibnju 1915. Pichler je imenovan načelnikom stožera Zemaljske obrane Tirola kojom je zapovijedao Viktor Dankl. Navedenu dužnost obnaša do ožujka 1916. kada postaje načelnikom stožera novoformirane 11. armije. U svojstvu načelnika stožera 11. armije Pichler sudjeluje u planiranju Tirolske ofenzive. U svibnju 1916. promaknut je u čin podmaršala. Nakon što je ofenziva pretrpjela neuspjeh, smijenjen je s položaja načelnika stožera 11. armije, nakon čega u kolovozu postaje zapovjednikom V. okruga koju dužnost obnaša do studenog 1916. godine. U svibnju 1917. imenovan je zapovjednikom 59. pješačke divizije koja se nalazila na Istočnom bojištu u sastavu 7. armije. Navedenom divizijom zapovijeda sve do kraja rata.

## Poslije rata
Nakon završetka rata Pichler je s 1. siječnjem 1919. umirovljen. Preminuo je 18. listopada 1928. u 65. godini života u Hall in Tirolu.   

## Vanjske poveznice
(njem.) Kletus von Pichler na stranici Biographien.ac.at

(češ.) Kletus von Pichler na stranici Valka.cz